# Запис храст код старе школе (Маглич)
Запис храст код старе школе (Маглич) се налази на парцели чији је власник Јавно предузеће "Србијашуме".

## Локација
| Општина             | Краљево                                                                     |
| Катастарска општина | Маглич                                                                      |
| Потес               | Закута                                                                      |
| Координате          | 43° 36′ 40″ С; 20° 32′ 26″ И / 43.610999999999997° С; 20.540500000000002° И |
| Надморска висина    | 0m                                                                          |

## Карактеристике
Дендрометријске вредности утврђене на терену и сателитским снимцима:
| Стабло                     | Храст |
| Висина стабла              | m     |
| Обим дебла                 | m     |
| Пречник крошње             | 12m   |
| Пречник дебла              | m     |
| Висина дебла до прве гране | m     |

## База записа
Запис је у оквиру Викимедија пројекта "Запис - Свето дрво" заведен под редним бројем 0583.